# Monosacharydy
Monosacharydy, cukry proste – węglowodany nieulegające hydrolizie na mniejsze podjednostki pod wpływem rozcieńczonych kwasów. Cząsteczka zawiera umownie co najmniej 3 atomy węgla. W rodzinie tych związków wyróżnia się tzw. monosacharydy macierzyste, czyli polihydroksyaldehydy o wzorze ogólnym H–[CHOH] n–CHO (aldozy) lub polihydroksyketony o wzorze H–[CHOH]m–CO–[CHOH]n–H (ketozy). Spełniają one zasadniczy wzór sumaryczny węglowodanów Cn(H2O)n.
Ogólny termin „monosacharydy” należy traktować jako przeciwstawny do oligo- i polisacharydów, to znaczy jako określający pojedynczą jednostkę bez wiązań glikozydowych z innymi takimi samymi lub podobnymi jednostkami. Obejmuje on nie tylko aldozy i ketozy, lecz także pochodne tych związków, które nie spełniają powyższych wzorów stechiometrycznych, jak na przykład:
- deoksycukry powstające przez zastąpienie jednej lub więcej grup hydroksylowych atomem wodoru. Są one najprostszymi pochodnymi monosacharydów macierzystych.
- aminocukry powstające przez zastąpienie grupy hydroksylowej (w biochemii zwykle atomu C2) grupą aminową –NH2.
- estry powstające przez zastąpienie atomu wodoru grupy hydroksylowej resztą kwasu, przy czym w zasadzie każda grupa hydroksylowa może brać udział w tworzeniu wiązania estrowego. W przyrodzie najczęściej występują estry z kwasem ortofosforowym, który zazwyczaj łączy się tylko z grupami hydroksylowymi pierwszego lub ostatniego atomu węgla cząsteczki monosacharydu macierzystego. Obok fosforanów monosacharydów znaczenie biologiczne mają również estry z kwasem siarkowym[3].

Monosacharydy macierzyste są rozpuszczalne w wodzie, mogą tworzyć kryształy, są substancjami bezwonnymi, bezbarwnymi, na ogół charakteryzują się słodkim smakiem, chociaż na przykład β-D-mannoza jest słodko-gorzka. Mogą występować w postaci pierścieniowej, jeśli mają co najmniej 4 atomy węgla w cząsteczce.
Wszystkie monosacharydy można podzielić ze względu na liczbę atomów węgla:
- 3 – triozy
- 4 – tetrozy
- 5 – pentozy
- 6 – heksozy
- 7 – heptozy
- 8 – oktozy[4][5]
- 9 – nonozy
- 10 – dekozy
- 11 – undekozy
- 12 – dodekozy[6]

a także ze względu na rodzaj grupy karbonylowej:
- ketozy (zawierają grupę ketonową C=O)
- aldozy (zawierają grupę aldehydową -CHO).

Monosacharydami są, między innymi, pięciowęglowa ryboza i deoksyryboza oraz sześciowęglowa glukoza, fruktoza, mannoza i galaktoza.
Cukry proste stanowią monomery, z których zbudowane są disacharydy (dwucukry), oligosacharydy i polisacharydy (wielocukry). Przykładowe disacharydy to:
- maltoza (glukoza + glukoza)
- sacharoza (glukoza + fruktoza)
- laktoza (glukoza + galaktoza).